# Sufe Bradshaw
Sufe Bradshaw ( /ˈsuːfi/; nacida el 30 de noviembre de 1979) es una actriz estadounidense, conocida por su papel de Sue, la secretaria y programadora con un ingenio mordaz, de la vicepresidenta Selina Meyer, en la serie de comedia Veep de HBO. Sus créditos actorales anteriores incluyen papeles como invitada en Prison Break, Mind of Mencia, Southland, Cold Case y FlashForward, así como un papel menor en la película de 2009 Star Trek.

## Carrera
Originario de Chicago, Illinois, Bradshaw también ha trabajado como realizadora de documentales. Su proyecto New Leaves, actualmente en desarrollo, examina a niños que crecen en barrios urbanos empobrecidos o desfavorecidos. También ha actuado como poeta hablada y realiza trabajo humanitario y activista para grupos como One Billion Rising y Greenway Art Alliance.

## Filmografía

### Películas de cine y televisión
| Año  | Título                                     | Papel                      | Notas          |
| ---- | ------------------------------------------ | -------------------------- | -------------- |
| 2005 | The Les Brown Show                         | Maquilladora               | Cortometraje   |
| 2006 | Speechless                                 | May                        |                |
| 2007 | Black Woman's Guide to Finding a Good Man  | Mika Moore                 | Video          |
| 2007 | Mr. Jackson's Neighborhood                 | Kim                        | Cortometraje   |
| 2009 | The Lost Nomads: Get Lost!                 | April                      |                |
| 2009 | Star Trek                                  | Cadete Alien               |                |
| 2009 | Dance Flick                                | Keloid                     |                |
| 2010 | Infatuation of a Psychopath                | -                          | Cortometraje   |
| 2010 | Halfway Where?                             | Agente #2                  | Cortometraje   |
| 2011 | Susan's Remembrance                        | Especialista forense Smith | Cortometraje   |
| 2011 | Fixing Pete                                | Janice Taylor              | Película de TV |
| 2012 | Overnight                                  | Shawna                     |                |
| 2012 | And When He Died, All He Left Us Was Alone | -                          | Cortometraje   |
| 2012 | Coming Home                                | Tiffany                    | Cortometraje   |
| 2014 | Imperial Dreams                            | Detective Gill             |                |
| 2014 | Crossroads                                 | YoYo                       |                |
| 2014 | Snackpocalypse                             | Enfermera de la escuela    | Cortometraje   |
| 2014 | Happy Medium                               | Dra. Diane Tyler           | Cortometraje   |
| 2015 | Marathon Day                               | -                          | Cortometraje   |
| 2016 | Federal                                    | Detective Mogues           | Cortometraje   |
| 2017 | Bad Kids of Crestview Academy              | Dra. Knight                |                |
| 2019 | Murder Mystery                             | Holly                      |                |
| 2020 | First One In                               | Ashalee                    |                |
| 2021 | Together Together                          | Jean                       |                |
| 2021 | The Disappearance of Mrs. Wu               | Jill Crane                 |                |
| 2021 | Val                                        | Oficial Daughtry           |                |
| 2022 | Metal Lords                                | Dean Swanson               |                |

### Televisión
| Year    | Title                       | Role                | Notes                                           |
| ------- | --------------------------- | ------------------- | ----------------------------------------------- |
| 2006    | Yo Momma                    | Comediante invitada | Episodio: "Episode #3.9"                        |
| 2008    | Cold Case                   | Chantelle Legros    | Episodio: "Ghost of My Child"                   |
| 2008    | Mind of Mencia              | Shakey              | Episodio: "Episode #4.2"                        |
| 2009    | Trust Me                    | Receptionista       | Episodio: "Au Courant"                          |
| 2009    | ER                          | Camarera            | Episodio: "And in the End..."                   |
| 2009    | Southland                   | Josie               | Episodio: "Derailed"                            |
| 2009    | Prison Break                | Esposa              | Episodio: "Free" & "The Old Ball and Chain"     |
| 2009    | FlashForward                | Srta. Gerber        | Episodio: "White to Play"                       |
| 2009    | Bones                       | Gina McNamara       | Episodio: "The Tough Man in the Tender Chicken" |
| 2010    | The Hard Times of RJ Berger | Enfermera           | Episodio: "It's All About the Hamiltons"        |
| 2012-19 | Veep                        | Sue Wilson          | Main cast: season 1-5, guest: season 7          |
| 2014    | Rizzoli & Isles             | Dalia Reilly        | Episodio: "Food for Thought"                    |
| 2018    | The Guest Book              | Angel               | Episodio: "Under Cover"                         |
| 2020    | Lovecraft Country           | Nawi                | Episodio: "I Am."                               |
| 2021-22 | Hidden Canyons              | Denise Collins      | Main cast                                       |